# Stephen Baxter
Pour les articles homonymes, voir Baxter.
Œuvres principales
- Gravité (1991)
- Voyage (1996)
- Temps (1999)
- Évolution (2003)
- Retour sur Titan (2010)

Stephen Baxter, né le 13 novembre 1957 à Liverpool, est un écrivain britannique de science-fiction.

## Biographie
Stephen Baxter reçoit une formation scientifique à l'université de Cambridge et de Southampton.
Professeur de mathématiques, de physique et d’informatique, il se porte candidat en 1991 pour participer à une mission dans la station spatiale russe Mir mais sera éliminé lors des tests de sélection.
Il se consacre à l’écriture à plein temps depuis 1995.

## Analyse de l'œuvre
Auteur très prolifique (plus de 30 romans et 160 nouvelles à ce jour), il écrit de la hard science-fiction pointilleuse, basée sur des découvertes technologiques et scientifiques solidement attestées. La conquête spatiale et les défis technologiques, politiques et humains qu’elle pose font partie de ses thèmes de prédilection (Titan, Voyage, Poussière de Lune). Il situe ses œuvres dans un futur proche, ou même revisite le passé pour recomposer l’histoire de la conquête spatiale. 
Il ne néglige pas pour autant le traitement de ses personnages et cultive un sens aigu de l’intrigue. 
Une partie de l'un de ses cycles inédit en français - celui des « Xeelees » (space opera) - est en cours de traduction aux éditions Le Bélial'.

## Œuvres

### Cycle des Xeelees
1. Gravité, Le Bélial', 2008 ((en) Raft, 1991)
2. Singularité, Le Bélial', 2010 ((en) Timelike Infinity, 1992)
3. Flux, Le Bélial', 2011 ((en) Flux, 1993)
4. Accrétion, Le Bélial', 2013 ((en) Ring, 1993)
5. (en) Vacuum Diagrams, 1997Recueil de nouvelles
6. Poussière de réel, 2002 ((en) Reality Dust, 2000)Roman court paru dans l'anthologie Faux Rêveur aux éditions Bragelonne
7. (en) Riding the Rock, 2002Roman court
8. (en) Endurance, 2017Recueil de nouvelles
9. (en) Vengeance, 2017
10. (en) Redemption, 2018
  - (en) Mayflower II, 2004Roman court
  - (en) Starfall, 2009Roman court
  - Retour sur Titan, Le Bélial', coll. « Une heure-lumière » no 16, 2018 ((en) Return to Titan, 2010)Roman court
  - (en) Gravity Dreams, 2011Roman court

### Trilogie NASA
1. Voyage, J'ai lu, 1999 ((en) Voyage, 1996)
2. Titan, J'ai lu, 2001 ((en) Titan, 1997)
3. Poussière de Lune, J'ai lu, 2003 ((en) Moonseed, 1998)

### SérieWeb
Cette série est coécrite avec Stephen Bowkett, Eric Brown, Pat Cadigan, Maggie Furey, Peter F. Hamilton, Graham Joyce, James Lovegrove et Ken MacLeod.
1. (en) Gulliverzone, 1997
2. (en) Webcrash, 1998

### SérieLes Univers multiples
1. Temps, Fleuve noir, 2007 ((en) Manifold: Time, 1999)
2. Espace, Fleuve noir, 2007 ((en) Manifold: Space, 2000)
3. Origine, Fleuve noir, 2008 ((en) Manifold: Origin, 2001)
4. (en) Phase Space, 2002Recueil de nouvelles

### Mammoth Trilogy
1. (en) Silverhair, 1999
2. (en) Longtusk, 1999
3. (en) Icebones, 2001

### SérieLes Enfants de la destinée
1. Coalescence, Presses de la Cité, 2006 ((en) Coalescent, 2003)
2. Exultant, Presses de la Cité, 2007 ((en) Exultant, 2004)
3. Transcendance, Presses de la Cité, 2008 ((en) Transcendent, 2005)
4. (en) Resplendent, 2006Recueil de nouvelles

### Cycle de l'Odyssée du temps
Cette série est coécrite avec Arthur C. Clarke.
1. L'Œil du temps, Bragelonne, 2010 ((en) Time's Eye, 2003)
2. Tempête solaire, Bragelonne, 2011 ((en) Sunstorm, 2005)
3. Les Premiers-Nés, Bragelonne, 2012 ((en) Firstborn, 2007)

### SérieTime's Tapestry
1. (en) Emperor, 2006
2. (en) Conqueror, 2007
3. (en) Navigator, 2007
4. (en) Weaver, 2008

### Cycle des catastrophes
1. Déluge, Presses de la Cité, 2009 ((en) Flood, 2008)
2. Arche, Presses de la Cité, 2010 ((en) Ark, 2009)

### Northland Trilogy
1. (en) Stone Spring, 2010
2. (en) Bronze Summer, 2011
3. (en) Iron Winter, 2012

### SérieLa Longue Terre
Cette série est coécrite avec Terry Pratchett.
1. La Longue Terre, L'Atalante, coll. « La Dentelle du cygne », 2013 ((en) The Long Earth, 2012)
2. La Longue Guerre, L'Atalante, coll. « La Dentelle du cygne », 2014 ((en) The Long War, 2013)
3. La Longue Mars, L'Atalante, coll. « La Dentelle du cygne », 2015 ((en) The Long Mars, 2014)
4. La Longue Utopie, L'Atalante, coll. « La Dentelle du cygne », 2016 ((en) The Long Utopia, 2015)
5. Le Long Cosmos, L'Atalante, coll. « La Dentelle du cygne », 2017 ((en) The Long Cosmos, 2016)

### Cycle de Proxima
1. (en) Proxima, 2013
2. (en) Ultima, 2014

### UniversDoctor Who
- La Roue de glace, Milady, 2015 ((en) The Wheel of Ice, 2012)

### SérieWorld Engines
1. (en) Destroyer, 2019

### Romans indépendants
- Anti-glace, Le Bélial', 2014 ((en) Anti-Ice, 1993)
- Les Vaisseaux du temps, Robert Laffont, 1998 ((en) The Time Ships, 1995)Prix British Science Fiction du meilleur roman 1995
- Lumière des jours enfuis, Le Rocher, 2000 ((en) The Light of Other Days, 2000)Écrit avec Arthur C. Clarke.
- Évolution, Presses de la Cité, 2005 ((en) Evolution, 2003)
- (en) The H-Bomb Girl, 2007
- Les Chroniques de Méduse, Bragelonne, 2018 ((en) The Medusa Chronicles, 2016)Écrit avec Alastair Reynolds.
- Le Massacre de l'humanité, Bragelonne, 2017 ((en) The Massacre of Mankind, 2017)Suite officielle du roman La Guerre des mondes de H. G. Wells
- (en) Galaxias, 2021
- (en) The Thousand Earths, 2022
- (en) Creation Node, 2023
- (en) Fortress Sol, 2024

### Recueils de nouvelles indépendants
- (en) Traces, 1998
- (en) The Hunters of Pangaea, 2004
- (en) Obelisk, 2016